# ویروس برونشیت عفونی مرغی
ویروس برونشیت عفونی مرغی (نام علمی: Avian infectious bronchitis virus) نام یک گونه از سرده گاماکروناویروس است.